# Koszykówka na Letnich Igrzyskach Olimpijskich 2008 – turniej mężczyzn
Turniej mężczyzn w koszykówce na Letnich Igrzyskach Olimpijskich 2008 odbył się w dniach 10 – 24 sierpnia 2008 w hali Wukesong Culture & Sports Center. Tytuł mistrza olimpijskiego zdobyła drużyna Stanów Zjednoczonych pokonując w finale Hiszpanię 118–107.

## Uczestnicy
| Zawody                          | Data                          | Miejsce           | Drużyna           |
| ------------------------------- | ----------------------------- | ----------------- | ----------------- |
| Gospodarz                       | –                             | –                 | Chiny             |
| Mistrzostwa Świata              | 19sierpnia - 3 września 2006  | Japonia           | Hiszpania         |
| Mistrzostwa Europy              | 3 - 16 września 2007          | Hiszpania         | Rosja             |
| Mistrzostwa Europy              | 3 - 16 września 2007          | Hiszpania         | Litwa             |
| Mistrzostwa Azji                | 28 lipca - 5 sierpnia 2007    | Japonia           | Iran              |
| Mistrzostwa Oceanii             | 20 - 24 sierpnia 2007         | Australia         | Australia         |
| Mistrzostwa Ameryki             | 22 sierpnia - 2 września 2007 | Stany Zjednoczone | Stany Zjednoczone |
| Mistrzostwa Ameryki             | 22 sierpnia - 2 września 2007 | Stany Zjednoczone | Argentyna         |
| Mistrzostwa Afryki              | 15 - 25 sierpnia 2007         | Angola            | Angola            |
| Światowy Turniej Kwalifikacyjny | 14-20 czerwca 2008            | Hiszpania         | Chorwacja         |
| Światowy Turniej Kwalifikacyjny | 14-20 czerwca 2008            | Hiszpania         | Grecja            |
| Światowy Turniej Kwalifikacyjny | 14-20 czerwca 2008            | Hiszpania         | Niemcy            |

## Rozgrywki

### Faza grupowa

#### Grupa A
Tabela
| Miejsce | Drużyna   | Mecze | Punkty | Zwyc. | Por. | Kosze   |
| ------- | --------- | ----- | ------ | ----- | ---- | ------- |
| 1.      | Litwa     | 5     | 9      | 4     | 1    | 425-400 |
| 2.      | Argentyna | 5     | 9      | 4     | 1    | 425-361 |
| 3.      | Chorwacja | 5     | 8      | 3     | 2    | 399-380 |
| 4.      | Australia | 5     | 8      | 3     | 2    | 457-405 |
| 5.      | Rosja     | 5     | 6      | 1     | 4    | 387-406 |
| 6.      | Iran      | 5     | 5      | 0     | 5    | 323-464 |

| 10 sierpnia 200809:00 | Rosja                                     | 71:49(24:9, 14:17, 8:16, 25:11) | Iran                                     | Wukesong Culture & Sports Center, Pekin Widzów: 11 083 Sędzia: - Nikolaos Pitsilkas - Juan Carlos Arteaga - Yang Maogong |
| 10 sierpnia 200809:00 | Pkt:Holden 19 Zb:Monia 6 As:Sawrasienko 4 | 71:49(24:9, 14:17, 8:16, 25:11) | Pkt:Bahrami 16 Zb:Haddadi 8 As:Kamrani 3 | Wukesong Culture & Sports Center, Pekin Widzów: 11 083 Sędzia: - Nikolaos Pitsilkas - Juan Carlos Arteaga - Yang Maogong |

-
| 10 sierpnia 200816:45 | Litwa                                            | 79:75(14:11, 20:19, 17:15, 28:30) | Argentyna                                          | Wukesong Culture & Sports Center, Pekin Widzów: 11 083 Sędzia: - Nikolaos Zavlanos - Jose Carrion - Yuji Hirahara |
| 10 sierpnia 200816:45 | Pkt:Kleiza 13 Zb:Ławrynowicz 7 As:Jasikevičius 8 | 79:75(14:11, 20:19, 17:15, 28:30) | Pkt:Ginóbili 19 Zb:Oberto 11 As:Oberto, Prigioni 3 | Wukesong Culture & Sports Center, Pekin Widzów: 11 083 Sędzia: - Nikolaos Zavlanos - Jose Carrion - Yuji Hirahara |

-
| 10 sierpnia 200820:00 | Australia                              | 82:97(14:21, 17:26, 22:26, 29:24) | Chorwacja                                       | Wukesong Culture & Sports Center, Pekin Widzów: 11 083 Sędzia: - Eddie Rush - Petr Sudek - Cristiano Maranho |
| 10 sierpnia 200820:00 | Pkt:Nielsen 13 Zb:Anstey 7 As:Barlow 2 | 82:97(14:21, 17:26, 22:26, 29:24) | Pkt:Prkačin, Banić 16 Zb:Lončar 10 As:Popović 5 | Wukesong Culture & Sports Center, Pekin Widzów: 11 083 Sędzia: - Eddie Rush - Petr Sudek - Cristiano Maranho |

-
| 12 sierpnia 200809:00 | Iran                                     | 67:99(20:15, 14:31, 19:28, 25:14) | Litwa                                                            | Wukesong Culture & Sports Center, Pekin Widzów: 11 083 Sędzia: - Eddie Rush - Petr Sudek - Abreu Muhimua |
| 12 sierpnia 200809:00 | Pkt:Haddadi 21 Zb:Sahakian 12 As:Amini 4 | 67:99(20:15, 14:31, 19:28, 25:14) | Pkt:Kleiza 22 Zb:Kleiza 8 As:Jasikevičius, Lukauskis, Mačiulis 3 | Wukesong Culture & Sports Center, Pekin Widzów: 11 083 Sędzia: - Eddie Rush - Petr Sudek - Abreu Muhimua |

-
| 12 sierpnia 200811:15 | Chorwacja                                      | 85:78(16:17, 26:19, 18:15, 25:27) | Rosja                                                 | Wukesong Culture & Sports Center, Pekin Widzów: 11 083 Sędzia: - Nikolaos Zavlanos - Ma Lijun - Reynaldo Mercrdes |
| 12 sierpnia 200811:15 | Pkt:Popović 22 Zb:Barać 7 As:Popović, Lončar 3 | 85:78(16:17, 26:19, 18:15, 25:27) | Pkt:Kirilenko 18 Zb:Kirilenko 5 As:Kirilenko, Bykow 3 | Wukesong Culture & Sports Center, Pekin Widzów: 11 083 Sędzia: - Nikolaos Zavlanos - Ma Lijun - Reynaldo Mercrdes |

-
| 12 sierpnia 200822:15 | Argentyna                                  | 85:68(23:11, 16:18, 24:17, 22:22) | Australia                                      | Wukesong Culture & Sports Center, Pekin Widzów: 11 083 Sędzia: - Nikolaos Pitsilkas - Juan Carlos Arteaga - Stephen Seibel |
| 12 sierpnia 200822:15 | Pkt:Ginóbili 21 Zb:Nocioni 8 As:Ginóbili 7 | 85:68(23:11, 16:18, 24:17, 22:22) | Pkt:Mills 22 Zb:Andersen 12 As:Bogut, Bruton 2 | Wukesong Culture & Sports Center, Pekin Widzów: 11 083 Sędzia: - Nikolaos Pitsilkas - Juan Carlos Arteaga - Stephen Seibel |

-
| 14 sierpnia 200811:15 | Australia                                                | 106:68(28:15, 25:14, 22:19, 31:20) | Iran                                     | Wukesong Culture & Sports Center, Pekin Widzów: 11 083 Sędzia: - Nikolaos Zavlanos - Mohammad Alamiri - José Carrión |
| 14 sierpnia 200811:15 | Pkt:Newley 24 Zb:Bogut 7 As:Mills, Worthington, Bruton 5 | 106:68(28:15, 25:14, 22:19, 31:20) | Pkt:Nikkhah 23 Zb:Haddadi 12 As:Davari 4 | Wukesong Culture & Sports Center, Pekin Widzów: 11 083 Sędzia: - Nikolaos Zavlanos - Mohammad Alamiri - José Carrión |

-
| 14 sierpnia 200816:45 | Litwa                                          | 86:79(23:24, 21:17, 25:21, 17:17) | Rosja                                     | Wukesong Culture & Sports Center, Pekin Widzów: 11 083 Sędzia: - Nikolaos Pitsilkas - Ilija Belosevic - Stephen Seibel |
| 14 sierpnia 200816:45 | Pkt:Kaukėnas 20 Zb:Kleiza 11 As:Jasikevičius 5 | 86:79(23:24, 21:17, 25:21, 17:17) | Pkt:Holden 25 Zb:Chriapa 9 As:Kirilenko 6 | Wukesong Culture & Sports Center, Pekin Widzów: 11 083 Sędzia: - Nikolaos Pitsilkas - Ilija Belosevic - Stephen Seibel |

-
| 14 sierpnia 200822:15 | Argentyna                                 | 77:53(21:13, 19:9, 19:16, 18:15) | Chorwacja                               | Wukesong Culture & Sports Center, Pekin Widzów: 11 083 Sędzia: - Juan Carlos Arteaga - Cristiano Maranho - Eddie Rush |
| 14 sierpnia 200822:15 | Pkt:Nocioni 18 Zb:Nocioni 8 As:Ginóbili 8 | 77:53(21:13, 19:9, 19:16, 18:15) | Pkt:Tomas, Banić 9 Zb:Banić 6 As:Ukić 2 | Wukesong Culture & Sports Center, Pekin Widzów: 11 083 Sędzia: - Juan Carlos Arteaga - Cristiano Maranho - Eddie Rush |

-
| 16 sierpnia 200811:15 | Rosja                                   | 80:95(16:27, 17:22, 22:20, 25:26) | Australia                                   | Wukesong Culture & Sports Center, Pekin Widzów: 11 083 Sędzia: - Carl Jungebrand - Cristiano Maranho - Yuji Hirahara |
| 16 sierpnia 200811:15 | Pkt:Chriapa 21 Zb:Chriapa 9 As:Holden 6 | 80:95(16:27, 17:22, 22:20, 25:26) | Pkt:Bogut, Bruton 22 Zb:Bogut 8 As:Bruton 6 | Wukesong Culture & Sports Center, Pekin Widzów: 11 083 Sędzia: - Carl Jungebrand - Cristiano Maranho - Yuji Hirahara |

-
| 16 sierpnia 200814:30 | Chorwacja                       | 73:86(15:13, 30:29, 17:16, 11:28) | Litwa                                                  | Wukesong Culture & Sports Center, Pekin Widzów: 11 083 Sędzia: - Nikolaos Zavlanos - Fabio Facchini - Juan Arteaga |
| 16 sierpnia 200814:30 | Pkt:Ukić 13 Zb:Banić 7 As:Kus 3 | 73:86(15:13, 30:29, 17:16, 11:28) | Pkt:Lukauskis 20 Zb:K.Ławrynowicz 12 As:Jasikevičius 6 | Wukesong Culture & Sports Center, Pekin Widzów: 11 083 Sędzia: - Nikolaos Zavlanos - Fabio Facchini - Juan Arteaga |

-
| 16 sierpnia 200816:45 | Iran                                      | 82:97(14:19, 19:23, 24:30, 25:25) | Argentyna                                | Wukesong Culture & Sports Center, Pekin Widzów: 11 083 Sędzia: - Nikolaos Pitsilkas - Chlif Abdellilah - Maogong Yang |
| 16 sierpnia 200816:45 | Pkt:Haddadi 21 Zb:Haddadi 16 As:Kamrani 4 | 82:97(14:19, 19:23, 24:30, 25:25) | Pkt:Ginóbili 32 Zb:Scola 7 As:Prigioni 6 | Wukesong Culture & Sports Center, Pekin Widzów: 11 083 Sędzia: - Nikolaos Pitsilkas - Chlif Abdellilah - Maogong Yang |

-
| 18 sierpnia 200809:00 | Iran                                      | 57:91(8:19, 8:35, 23:16, 18:21) | Chorwacja                                        | Wukesong Culture & Sports Center, Pekin Widzów: 11 083 Sędzia: - Carl Jungebrand - Ma Lijun - Mohammad Alamiri |
| 18 sierpnia 200809:00 | Pkt:Nikkhah 25 Zb:Haddadi 15 As:Haddadi 2 | 57:91(8:19, 8:35, 23:16, 18:21) | Pkt:Rozić, Tomas 16 Zb:Lončar, Barać 7 As:Ukić 5 | Wukesong Culture & Sports Center, Pekin Widzów: 11 083 Sędzia: - Carl Jungebrand - Ma Lijun - Mohammad Alamiri |

-
| 18 sierpnia 200811:15 | Australia                           | 106:75(28:14, 27:15, 20:22, 31:24) | Litwa                                                     | Wukesong Culture & Sports Center, Pekin Widzów: 11 083 Sędzia: - Nikolaos Pitsilkas - Yang Maogong - Jose Anibal Carrion |
| 18 sierpnia 200811:15 | Pkt:Bogut 23 Zb:Mills 4 As:Anstey 4 | 106:75(28:14, 27:15, 20:22, 31:24) | Pkt:K.Ławrynowicz 14 Zb:K.Ławrynowicz 8 As:Jasikevičius 5 | Wukesong Culture & Sports Center, Pekin Widzów: 11 083 Sędzia: - Nikolaos Pitsilkas - Yang Maogong - Jose Anibal Carrion |

-
| 18 sierpnia 200822:15 | Argentyna                                | 91:79(27:16, 18:23, 27:25, 19:15) | Rosja                                       | Wukesong Culture & Sports Center, Pekin Widzów: 11 083 Sędzia: - Nikolaos Zavlanos - Petr Sudek - Reynaldo Mercedes Sanchez |
| 18 sierpnia 200822:15 | Pkt:Scola 17 Zb:Nocioni 9 As:Prigioni 10 | 91:79(27:16, 18:23, 27:25, 19:15) | Pkt:Kirilenko 23 Zb:Kirilenko 9 As:Holden 5 | Wukesong Culture & Sports Center, Pekin Widzów: 11 083 Sędzia: - Nikolaos Zavlanos - Petr Sudek - Reynaldo Mercedes Sanchez |

#### Grupa B
Tabela
| Miejsce | Drużyna           | Mecze | Punkty | Zwyc. | Por. | Kosze   |
| ------- | ----------------- | ----- | ------ | ----- | ---- | ------- |
| 1.      | Stany Zjednoczone | 5     | 10     | 5     | 0    | 515-354 |
| 2.      | Hiszpania         | 5     | 9      | 4     | 1    | 418-369 |
| 3.      | Grecja            | 5     | 8      | 3     | 2    | 415-375 |
| 4.      | Chiny             | 5     | 7      | 2     | 3    | 366-400 |
| 5.      | Niemcy            | 5     | 6      | 1     | 4    | 330-390 |
| 6.      | Angola            | 5     | 5      | 0     | 5    | 321-477 |

| 10 sierpnia 200811:15 | Niemcy                               | 95:66(25:21, 29:13, 24:18, 17:14) | Angola                                 | Wukesong Culture & Sports Center, Pekin Widzów: 11 083 Sędzia: - Romualdas Brazauskas - Michael Aylen - Stephen Seibel |
| 10 sierpnia 200811:15 | Pkt:Kaman 24 Zb:Jagla 11 As:Hamann 4 | 95:66(25:21, 29:13, 24:18, 17:14) | Pkt:Mingas 24 Zb:Gomes 8 As:Cipriano 2 | Wukesong Culture & Sports Center, Pekin Widzów: 11 083 Sędzia: - Romualdas Brazauskas - Michael Aylen - Stephen Seibel |

-
| 10 sierpnia 200814:30 | Hiszpania                                             | 81:66(20:16, 15:13, 27:17, 19:20) | Grecja                                           | Wukesong Culture & Sports Center, Pekin Widzów: 11 083 Sędzia: - Reynaldo Mercedes - Pablo Estévez - Scott Butler |
| 10 sierpnia 200814:30 | Pkt:Fernández 16 Zb:P.Gasol 7 As:Navarro, Rodríguez 2 | 81:66(20:16, 15:13, 27:17, 19:20) | Pkt:Spanulis 15 Zb:Tsartsaris 8 As:Diamandidis 3 | Wukesong Culture & Sports Center, Pekin Widzów: 11 083 Sędzia: - Reynaldo Mercedes - Pablo Estévez - Scott Butler |

-
| 10 sierpnia 200822:15 | Stany Zjednoczone               | 101:70(20:16, 29:21, 25:11, 27:22) | Chiny                                         | Wukesong Culture & Sports Center, Pekin Widzów: 11 083 Sędzia: - Carl Jungebrand - Ilija Belosevic - Fabio Facchini |
| 10 sierpnia 200822:15 | Pkt:Wade 19 Zb:Bosh 8 As:Paul 6 | 101:70(20:16, 29:21, 25:11, 27:22) | Pkt:Yao 13 Zb:Yao 10 As:Chen, Liu, Zhu, Sun 2 | Wukesong Culture & Sports Center, Pekin Widzów: 11 083 Sędzia: - Carl Jungebrand - Ilija Belosevic - Fabio Facchini |

-
| 12 sierpnia 200814:30 | Grecja                                     | 87:64(21:23, 23:10, 25:15, 18:16) | Niemcy                                    | Wukesong Culture & Sports Center, Pekin Widzów: 11 083 Sędzia: - Carl Jungebrand - Ilija Belosevic - Yuji Hirahara |
| 12 sierpnia 200814:30 | Pkt:Spanulis 23 Zb:Burusis 8 As:Spanulis 5 | 87:64(21:23, 23:10, 25:15, 18:16) | Pkt:Nowitzki 13 Zb:Nowitzki 6 As:Greene 2 | Wukesong Culture & Sports Center, Pekin Widzów: 11 083 Sędzia: - Carl Jungebrand - Ilija Belosevic - Yuji Hirahara |

-
| 12 sierpnia 200816:45 | Chiny                                 | 75:85 (pd.)(18:20, 28:17, 15:10, 11:25, dogr. 3:13) | Hiszpania                                             | Wukesong Culture & Sports Center, Pekin Widzów: 11 083 Sędzia: - Michael Aylen - Cristiano Maranho |
| 12 sierpnia 200816:45 | Pkt:Liu 19 Zb:Yao, Yi 9 As:Yao, Sun 2 | 75:85 (pd.)(18:20, 28:17, 15:10, 11:25, dogr. 3:13) | Pkt:P.Gasol 29 Zb:P.Gasol, Fernández 8 As:Fernández 6 | Wukesong Culture & Sports Center, Pekin Widzów: 11 083 Sędzia: - Michael Aylen - Cristiano Maranho |

-
| 12 sierpnia 200820:00 | Angola                                         | 76:97(18:29, 19:26, 16:26, 23:16) | Stany Zjednoczone                   | Wukesong Culture & Sports Center, Pekin Widzów: 11 083 Sędzia: - Pablo Estévez - Scott Butler - Dawna Townsend |
| 12 sierpnia 200820:00 | Pkt:Morais 24 Zb:Gomes 10 As:Costa, Ambrósio 2 | 76:97(18:29, 19:26, 16:26, 23:16) | Pkt:Wade 19 Zb:Anthony 6 As:James 5 | Wukesong Culture & Sports Center, Pekin Widzów: 11 083 Sędzia: - Pablo Estévez - Scott Butler - Dawna Townsend |

-
| 14 sierpnia 200809:00 | Niemcy                                | 59:72(15:12, 21:27, 12:20, 11:13) | Hiszpania                                        | Wukesong Culture & Sports Center, Pekin Widzów: 11 083 Sędzia: - Fabio Facchini - Scott Butler - Heros Awanesian |
| 14 sierpnia 200809:00 | Pkt:Hamann 15 Zb:Kaman 10 As:Hamann 3 | 59:72(15:12, 21:27, 12:20, 11:13) | Pkt:Calderón 15 Zb:M.Gasol 8 As:P.Gasol, Rubio 3 | Wukesong Culture & Sports Center, Pekin Widzów: 11 083 Sędzia: - Fabio Facchini - Scott Butler - Heros Awanesian |

-
| 14 sierpnia 200814:30 | Angola                              | 68:85(15:28, 27:16, 9:21, 17:20) | Chiny                            | Wukesong Culture & Sports Center, Pekin Widzów: 11 083 Sędzia: - Carl Jungebrand - Luigi Lamonica - Yuji Hirahara |
| 14 sierpnia 200814:30 | Pkt:Gomes 17 Zb:Mingas 5 As:Gomes 3 | 68:85(15:28, 27:16, 9:21, 17:20) | Pkt:Yao 18 Zb:Yi 11 As:Zhu, Li 3 | Wukesong Culture & Sports Center, Pekin Widzów: 11 083 Sędzia: - Carl Jungebrand - Luigi Lamonica - Yuji Hirahara |

-
| 14 sierpnia 200820:00 | Stany Zjednoczone                                          | 92:69(20:16, 31:16, 23:22, 18:15) | Grecja                                                   | Wukesong Culture & Sports Center, Pekin Widzów: 11 083 Sędzia: - Romualdas Brazauskas - Petr Sudek - Michael Aylen |
| 14 sierpnia 200820:00 | Pkt:Bryant, Bosh 18 Zb:James, Howard, Anthony 6 As:James 6 | 92:69(20:16, 31:16, 23:22, 18:15) | Pkt:Papalukas 15 Zb:Fotsis, Papalukas 8 As:Diamandidis 3 | Wukesong Culture & Sports Center, Pekin Widzów: 11 083 Sędzia: - Romualdas Brazauskas - Petr Sudek - Michael Aylen |

-
| 16 sierpnia 200809:00 | Grecja                                              | 102:62(12:11, 31:17, 38:14, 21:19) | Angola                                 | Wukesong Culture & Sports Center, Pekin Widzów: 11 083 Sędzia: - Ilija Belosevic - Heros Avanesian - Jose Anibal Carrion |
| 16 sierpnia 200809:00 | Pkt:Burusis 22 Zb:Gliniadakis, Fotsis 7 As:Fotsis 5 | 102:62(12:11, 31:17, 38:14, 21:19) | Pkt:Mingas 25 Zb:Gerónimo 7 As:Costa 4 | Wukesong Culture & Sports Center, Pekin Widzów: 11 083 Sędzia: - Ilija Belosevic - Heros Avanesian - Jose Anibal Carrion |

-
| 16 sierpnia 200820:00 | Chiny                             | 59:55(19:9, 8:22, 20:8, 12:16) | Niemcy                                              | Wukesong Culture & Sports Center, Pekin Widzów: 11 083 Sędzia: - Eddie Rush - Pablo Estevez - Reynaldo Mercedes Sanchez |
| 16 sierpnia 200820:00 | Pkt:Yao 25 Zb:Yao, Yi 11 As:Liu 3 | 59:55(19:9, 8:22, 20:8, 12:16) | Pkt:Nowitzki 24 Zb:Nowitzki 17 As:Hamann, Garrett 2 | Wukesong Culture & Sports Center, Pekin Widzów: 11 083 Sędzia: - Eddie Rush - Pablo Estevez - Reynaldo Mercedes Sanchez |

-
| 16 sierpnia 200822:15 | Hiszpania                                     | 82:119(22:31, 23:30, 18:25, 19:33) | Stany Zjednoczone                       | Wukesong Culture & Sports Center, Pekin Widzów: 11 083 Sędzia: - Romualdas Brazauskas - Luigi Lamonica - Michael Aylen |
| 16 sierpnia 200822:15 | Pkt:Reyes 19 Zb:Reyes 8 As:Fernández, Rubio 3 | 82:119(22:31, 23:30, 18:25, 19:33) | Pkt:James 18 Zb:Bosh 7 As:James, Paul 8 | Wukesong Culture & Sports Center, Pekin Widzów: 11 083 Sędzia: - Romualdas Brazauskas - Luigi Lamonica - Michael Aylen |

-
| 18 sierpnia 200814:30 | Grecja                                                          | 100:100(27:15, 19:9, 23:30, 22:23) | Chiny                         | Wukesong Culture & Sports Center, Pekin Widzów: 11 083 Sędzia: - Luigi Lamonica - Scott Butler - Cristiano Maranho |
| 18 sierpnia 200814:30 | Pkt:Burusis, Spanulis 19 Zb:Burusis 19 As:Papalukas, Spanulis 5 | 100:100(27:15, 19:9, 23:30, 22:23) | Pkt:Yao 16 Zb:Wang 8 As:Sun 6 | Wukesong Culture & Sports Center, Pekin Widzów: 11 083 Sędzia: - Luigi Lamonica - Scott Butler - Cristiano Maranho |

-
| 18 sierpnia 200816:45 | Angola                                         | 50:98(23:15, 7:25, 11:31, 9:27) | Hiszpania                                         | Wukesong Culture & Sports Center, Pekin Widzów: 11 083 Sędzia: - Abreu Muhimua - Eddie Rush - Michael Aylen |
| 18 sierpnia 200816:45 | Pkt:Mingas 10 Zb:Mingas, Ambrósio 5 As:Costa 5 | 50:98(23:15, 7:25, 11:31, 9:27) | Pkt:P.Gasol 31 Zb:P.Gasol 9 As:Rodríguez, Rubio 5 | Wukesong Culture & Sports Center, Pekin Widzów: 11 083 Sędzia: - Abreu Muhimua - Eddie Rush - Michael Aylen |

-
| 18 sierpnia 200820:00 | Stany Zjednoczone                        | 106:57(31:12, 22:17, 30:17, 23:11) | Niemcy                                           | Wukesong Culture & Sports Center, Pekin Widzów: 11 083 Sędzia: - Juan Carlos Arteaga - Chantal Julien - Ilija Belosevic |
| 18 sierpnia 200820:00 | Pkt:Howard 22 Zb:Howard 10 As:Williams 5 | 106:57(31:12, 22:17, 30:17, 23:11) | Pkt:Nowitzki 14 Zb:Nowitzki 8 As:Hamann, Jagla 2 | Wukesong Culture & Sports Center, Pekin Widzów: 11 083 Sędzia: - Juan Carlos Arteaga - Chantal Julien - Ilija Belosevic |

## Faza pucharowa
|  |                   |                   |                   |                   |     |                   |                   |             |                   |                   |                   |       |       |
|  | Ćwierćfinały      | Ćwierćfinały      | Ćwierćfinały      |                   |     | Półfinały         | Półfinały         | Półfinały   |                   |                   | Finał             | Finał | Finał |
|  | Ćwierćfinały      | Ćwierćfinały      | Ćwierćfinały      |                   |     | Półfinały         | Półfinały         | Półfinały   |                   |                   | Finał             | Finał | Finał |
|  | 20 sierpnia       |                   |                   |                   |     |                   |                   |             |                   |                   |                   |       |       |
|  |                   |                   |                   |                   |     |                   |                   |             |                   |                   |                   |       |       |
|  | Litwa             | Litwa             | 94                |                   |     |                   |                   |             |                   |                   |                   |       |       |
|  | Litwa             | Litwa             | 94                | 22 sierpnia       |     |                   |                   |             |                   |                   |                   |       |       |
|  | Chiny             | Chiny             | 68                |                   |     |                   |                   |             |                   |                   |                   |       |       |
|  | Chiny             | Chiny             | 68                |                   |     | Litwa             | Litwa             | 86          |                   |                   |                   |       |       |
|  | 20 sierpnia       |                   |                   |                   |     | Litwa             | Litwa             | 86          |                   |                   |                   |       |       |
|  |                   |                   | Hiszpania         | Hiszpania         | 91  |                   |                   |             |                   |                   |                   |       |       |
|  | Hiszpania         | Hiszpania         | Hiszpania         | Hiszpania         | 91  | 72                |                   |             |                   |                   |                   |       |       |
|  | Hiszpania         | Hiszpania         |                   |                   |     | 72                | 24 sierpnia       |             |                   |                   |                   |       |       |
|  | Chorwacja         | Chorwacja         | 59                |                   |     |                   |                   |             |                   |                   |                   |       |       |
|  | Chorwacja         | Chorwacja         | 59                |                   |     | Hiszpania         | Hiszpania         | 107         |                   |                   |                   |       |       |
|  | 20 sierpnia       |                   |                   |                   |     | Hiszpania         | Hiszpania         | 107         |                   |                   |                   |       |       |
|  |                   |                   | Stany Zjednoczone | Stany Zjednoczone | 118 |                   |                   |             |                   |                   |                   |       |       |
|  | Stany Zjednoczone | Stany Zjednoczone | Stany Zjednoczone | Stany Zjednoczone | 118 | 116               |                   |             |                   |                   |                   |       |       |
|  | Stany Zjednoczone | Stany Zjednoczone | 22 sierpnia       |                   |     | 116               |                   |             |                   |                   |                   |       |       |
|  | Australia         | Australia         | 85                |                   |     |                   |                   |             |                   |                   |                   |       |       |
|  | Australia         | Australia         | 85                |                   |     | Stany Zjednoczone | Stany Zjednoczone | 101         | Mecz o 3. miejsce | Mecz o 3. miejsce | Mecz o 3. miejsce |       |       |
|  | 20 sierpnia       |                   |                   |                   |     | Stany Zjednoczone | Stany Zjednoczone | 101         | Mecz o 3. miejsce | Mecz o 3. miejsce | Mecz o 3. miejsce |       |       |
|  |                   |                   | Argentyna         | Argentyna         | 81  |                   |                   | 24 sierpnia | 24 sierpnia       | 24 sierpnia       |                   |       |       |
|  | Argentyna         | Argentyna         | Argentyna         | Argentyna         | 81  | 80                |                   | 24 sierpnia | 24 sierpnia       | 24 sierpnia       |                   |       |       |
|  | Argentyna         | Argentyna         |                   |                   |     |                   |                   | Litwa       | Litwa             | 75                |                   |       |       |
|  | Grecja            | Grecja            | 78                |                   |     |                   |                   |             | Litwa             | 75                |                   |       |       |
|  | Grecja            | Grecja            | 78                |                   |     |                   |                   | Argentyna   | Argentyna         | 87                |                   |       |       |
|  |                   |                   |                   |                   |     |                   |                   |             | Argentyna         | 87                |                   |       |       |

### Ćwierćfinały
| 20 sierpnia 200814:30 | Hiszpania                                           | 72:59(22:11, 15:15, 14:12, 21:21) | Chorwacja                                           | Wukesong Culture & Sports Center, Pekin Widzów: 11 083 Sędzia: - Nikolaos Zavlanos - Petr Sudek - Luigi Lamonica |
| 20 sierpnia 200814:30 | Pkt:p.Gasol 20 Zb:p.Gasol 10 As:Calderón, p.Gasol 2 | 72:59(22:11, 15:15, 14:12, 21:21) | Pkt:Banić 15 Zb:Banić, Planinić 5 As:Kus, Nicević 2 | Wukesong Culture & Sports Center, Pekin Widzów: 11 083 Sędzia: - Nikolaos Zavlanos - Petr Sudek - Luigi Lamonica |

-
| 20 sierpnia 200816:45 | Litwa                                              | 94:68(19:17, 22:13, 29:23, 24:15) | Chiny                       | Wukesong Culture & Sports Center, Pekin Widzów: 11 083 Sędzia: - Nikolaos Pitsilkas - Eddie Rush - Michael Aylen |
| 20 sierpnia 200816:45 | Pkt:Jasikevičius 23 Zb:Kleiza 10 As:Jasikevičius 6 | 94:68(19:17, 22:13, 29:23, 24:15) | Pkt:Yao 19 Zb:Yi 9 As:Yao 3 | Wukesong Culture & Sports Center, Pekin Widzów: 11 083 Sędzia: - Nikolaos Pitsilkas - Eddie Rush - Michael Aylen |

-
| 20 sierpnia 200820:00 | Stany Zjednoczone                                         | 116:85(25:24, 30:19, 34:18, 27:24) | Australia                                 | Wukesong Culture & Sports Center, Pekin Widzów: 11 083 Sędzia: - Juan Carlos Arteaga - Ma Lijun - Reynaldo Mercedes |
| 20 sierpnia 200820:00 | Pkt:Bryant 25 Zb:James 9 As:James, Paul, Wade, Williams 3 | 116:85(25:24, 30:19, 34:18, 27:24) | Pkt:Mills 20 Zb:Worthington 6 As:Newley 3 | Wukesong Culture & Sports Center, Pekin Widzów: 11 083 Sędzia: - Juan Carlos Arteaga - Ma Lijun - Reynaldo Mercedes |

| 20 sierpnia 200822:15 | Argentyna                                | 80:78(22:23, 17:17, 17:15, 24:23) | Grecja                                    | Wukesong Culture & Sports Center, Pekin Widzów: 11 083 Sędzia: - Romualdas Brazauskas - Carl Jungebrand - José Carrión |
| 20 sierpnia 200822:15 | Pkt:Ginóbili 24 Zb:Scola 8 As:Prigioni 3 | 80:78(22:23, 17:17, 17:15, 24:23) | Pkt:Fotsis 17 Zb:Fotsis 10 As:Papalukas 4 | Wukesong Culture & Sports Center, Pekin Widzów: 11 083 Sędzia: - Romualdas Brazauskas - Carl Jungebrand - José Carrión |

### Półfinały
| 22 sierpnia 200820:00 | Hiszpania                              | 91:86(21:19, 19:23, 22:24, 29:20) | Litwa                                                         | Wukesong Culture & Sports Center, Pekin Widzów: 11 083 Sędzia: - Nikolaos Pitsilkas - Cristiano Maranho - Reynaldo Mercedes |
| 22 sierpnia 200820:00 | Pkt:p.Gasol 19 Zb:Jiménez 7 As:Rubio 4 | 91:86(21:19, 19:23, 22:24, 29:20) | Pkt:Jasaitis, Jasikevičius 19 Zb:Jasaitis 8 As:Jasikevičius 6 | Wukesong Culture & Sports Center, Pekin Widzów: 11 083 Sędzia: - Nikolaos Pitsilkas - Cristiano Maranho - Reynaldo Mercedes |

-
| 22 sierpnia 200822:15 | Argentyna                              | 81:101(11:30, 29:19, 24:29, 17:23) | Stany Zjednoczone                   | Wukesong Culture & Sports Center, Pekin Widzów: 11 083 Sędzia: - Luigi Lamonica - Michael Aylen - Ilija Belosevic |
| 22 sierpnia 200822:15 | Pkt:Scola 28 Zb:Scola 11 As:Prigioni 3 | 81:101(11:30, 29:19, 24:29, 17:23) | Pkt:Anthony 21 Zb:Bosh 10 As:Kidd 7 | Wukesong Culture & Sports Center, Pekin Widzów: 11 083 Sędzia: - Luigi Lamonica - Michael Aylen - Ilija Belosevic |

### Mecz o 3. miejsce
| 24 sierpnia 200812:00 | Litwa                                                              | 75:87(21:24, 13:22, 15:22, 25:19) | Argentyna                                  | Wukesong Culture & Sports Center, Pekin Widzów: 11 083 Sędzia: - Eddie Rush - Jose Carrion - Fabio Facchini |
| 24 sierpnia 200812:00 | Pkt:Šiškauskas 15 Zb:Šiškauskas, K.Ławrynowicz 6 As:Jasikevičius 3 | 75:87(21:24, 13:22, 15:22, 25:19) | Pkt:Delfino 20 Zb:Delfino 10 As:Prigioni 5 | Wukesong Culture & Sports Center, Pekin Widzów: 11 083 Sędzia: - Eddie Rush - Jose Carrion - Fabio Facchini |

### Finał
| 24 sierpnia 200814:30 | Hiszpania                               | 107:118(31:38, 30:31, 21:22, 25:27) | Stany Zjednoczone                  | Wukesong Culture & Sports Center, Pekin Widzów: 11 083 Sędzia: - Romualdas Brazauskas - Pablo Estévez - Carl Jungebrand |
| 24 sierpnia 200814:30 | Pkt:Fernández 22 Zb:Reyes 7 As:Bryant 6 | 107:118(31:38, 30:31, 21:22, 25:27) | Pkt:Wade 27 Zb:Bosh 7 As:Navarro 4 | Wukesong Culture & Sports Center, Pekin Widzów: 11 083 Sędzia: - Romualdas Brazauskas - Pablo Estévez - Carl Jungebrand |

### Klasyfikacja końcowa
| pozycja | Drużyna           |
| ------- | ----------------- |
| złoto   | Stany Zjednoczone |
| srebro  | Hiszpania         |
| brąz    | Argentyna         |
| 4.      | Litwa             |
| 5.      | Grecja            |
| 6.      | Chorwacja         |
| 7.      | Australia         |
| 8.      | Chiny             |
| 9.      | Rosja             |
| 10.     | Niemcy            |
| 11.     | Iran              |
| 12.     | Angola            |

### Statystyki
Indywidualne
| Poz. | Zawodnik          | M | Pkt | Średnia |
| ---- | ----------------- | - | --- | ------- |
| 1.   | Pau Gasol         | 8 | 157 | 19,6    |
| 2.   | Yao Ming          | 6 | 114 | 19,0    |
| 3.   | Luis Scola        | 8 | 151 | 18,9    |
| 4.   | Manu Ginóbili     | 7 | 124 | 17,7    |
| 5.   | Jon Robert Holden | 5 | 88  | 17,6    |

| Poz. | Zawodnik      | M | Z  | Średnia |
| ---- | ------------- | - | -- | ------- |
| 1.   | Hamed Haddadi | 5 | 56 | 11,2    |
| 2.   | Dirk Nowitzki | 5 | 42 | 8,4     |
| 3.   | Yao Ming      | 6 | 49 | 8,2     |
| 4.   | Yi Jianlian   | 6 | 45 | 7,5     |
| 5.   | Pau Gasol     | 8 | 56 | 7,0     |

| Poz. | Zawodnik             | M | A  | Średnia |
| ---- | -------------------- | - | -- | ------- |
| 1.   | Šarūnas Jasikevičius | 8 | 42 | 5,3     |
| 2.   | Jon Robert Holden    | 5 | 24 | 4,8     |
| 3.   | Pablo Prigioni       | 8 | 37 | 4,6     |
| 4.   | Chris Paul           | 8 | 33 | 4,1     |
| 5.   | Manu Ginóbili        | 7 | 27 | 3,9     |

| Poz. | Zawodnik          | M | P  | Średnia |
| ---- | ----------------- | - | -- | ------- |
| 1.   | Pablo Prigioni    | 8 | 21 | 2,6     |
| 2.   | Andriej Kirilenko | 5 | 13 | 2,6     |
| 3.   | LeBron James      | 8 | 19 | 2,4     |
| 4.   | Chris Paul        | 8 | 18 | 2,3     |
| 4.   | Dwyane Wade       | 8 | 18 | 2,3     |

| Poz. | Zawodnik              | M | B  | Średnia |
| ---- | --------------------- | - | -- | ------- |
| 1.   | Hamed Haddadi         | 5 | 13 | 2,6     |
| 2.   | Andriej Kirilenko     | 5 | 11 | 2,2     |
| 3.   | Krzysztof Ławrynowicz | 8 | 12 | 1,5     |
| 4.   | Yao Ming              | 6 | 9  | 1,5     |
| 5.   | Pau Gasol             | 8 | 9  | 1,1     |